# Байкина, Сара Набиулловна
Сара (Сарра) Набиулловна (Набиевна) Ба́йкина (тат. Сара  Нәбиулла  кызы Байкина; 14 декабря 1895, Астрахань — 1972, Астрахань) — русская и советская татарская актриса, заслуженная артистка Крымской АССР (1927), народная артистка Татарской АССР, заслуженная артистка РСФСР (5.11.1940). Жена Джаляла Мухаметзяновича Байкина (1886—1954), известного татарского актёра, режиссёра, педагога.

## Биография
Родилась 14 декабря 1895 года в городе Астрахань (по другим данным, в Казани) в семье крестьянина-бедняка, портного. С 9 лет, в связи со смертью отца, помогала матери в работе. В 1911 году встретилась с учителем, ставшим ей в будущем мужем, который привёл её в драмкружок и на профессиональную сцену. Театральную сценическую деятельность начала в Астраханской татарской театральной труппе в 1912 году. В 1913—1914 годах работала вместе с мужем в труппе «Сайяр», в 1916 году — в труппе «Ширкат». Гастролировали в Новгороде, Казани. В 1917 году училась в студии для татарских актёров при Астраханском государственном театре.
Участница гражданской войны. В 1919 году участвовала в астраханском восстании против белых, организовывала доставку продуктов из деревень в крепость. Вела агитационную работу, выступала в красноармейском театре. Вместе с мужем работала в киргизских частях, с которыми дошла до Самары и где была назначена артисткой и агитатором при политотделе 4-й армии Восточного фронта. В 1922 году Сарра и Джалял Байкины демобилизовались из Красной Армии.
В 1922 году выступала в Первом показательном татарском театре в Казани. По состоянию здоровья уехала в Крым. Летом 1923 года приехала в Симферополь, где создала татарский драматический кружок. По предложению Наркомпроса осталась в Крыму для помощи в организации татарского театра. В 1927 году отмечалось 15-летие сценической деятельности артистки. М. Недим и Дж. Меинов опубликовали стати о Байкиной, а поэт А. Лятиф-заде посвятил ей стихотворение «Тикенли, чичекли ёл» («Дорога из колючек и цветов»). В 1928—1929 годах работала в Татарском академическом театре имени Камала, в 1930-е годы играла в татарском театре в Баку, затем (до 1941) — в крымскотатарском театре в г. Симферополь.
В 1938 году небольшой коллектив крымскотатарского театра из четырёх актеров (А. Диттанова, С. Байкина, Х. Гурджи и С. Джетере) принял участие во Всесоюзной конференции театральных деятелей СССР в Москве, выступив с отрывком из спектакля Р. М. Беньяш «Бахчисарайский фонтан».
Вместе с театром Сара Байкина была депортирована в Узбекистан. В 1944—1956 годах работала в Андижанском узбекском театре, затем вернулась в Астраханский театр.

## Театральные роли
Сара Байкина является первой исполнительницей роли Галиябану в одноимённой пьесе М. Файзи.
Она также играла лирические роли в пьесах К. Тинчурина (Майсара — «Голубая шаль»), Ф. Амирхана (Сара — «Молодёжь»), Г. Исхаки (Асма — «Учительница»), Н. Везирова (Сагадат — «Горе Фахретдина»), Ш. Камала (Камиля — «Хаджи-эфенде женится»), А. Н. Островского (Полина — «Доходное место»), Ф. Шиллера (Луиза — «Коварство и любовь»), У. Шекспира (Офелия — «Гамлет»).